# كيمبل ألين
كيمبل ألين (بالإنجليزية: Kimball Allen)‏ هو كاتب أمريكي، ولد في 22 فبراير 1982 في بلاكفوت في الولايات المتحدة.